# Пьер Герлофс Дониа

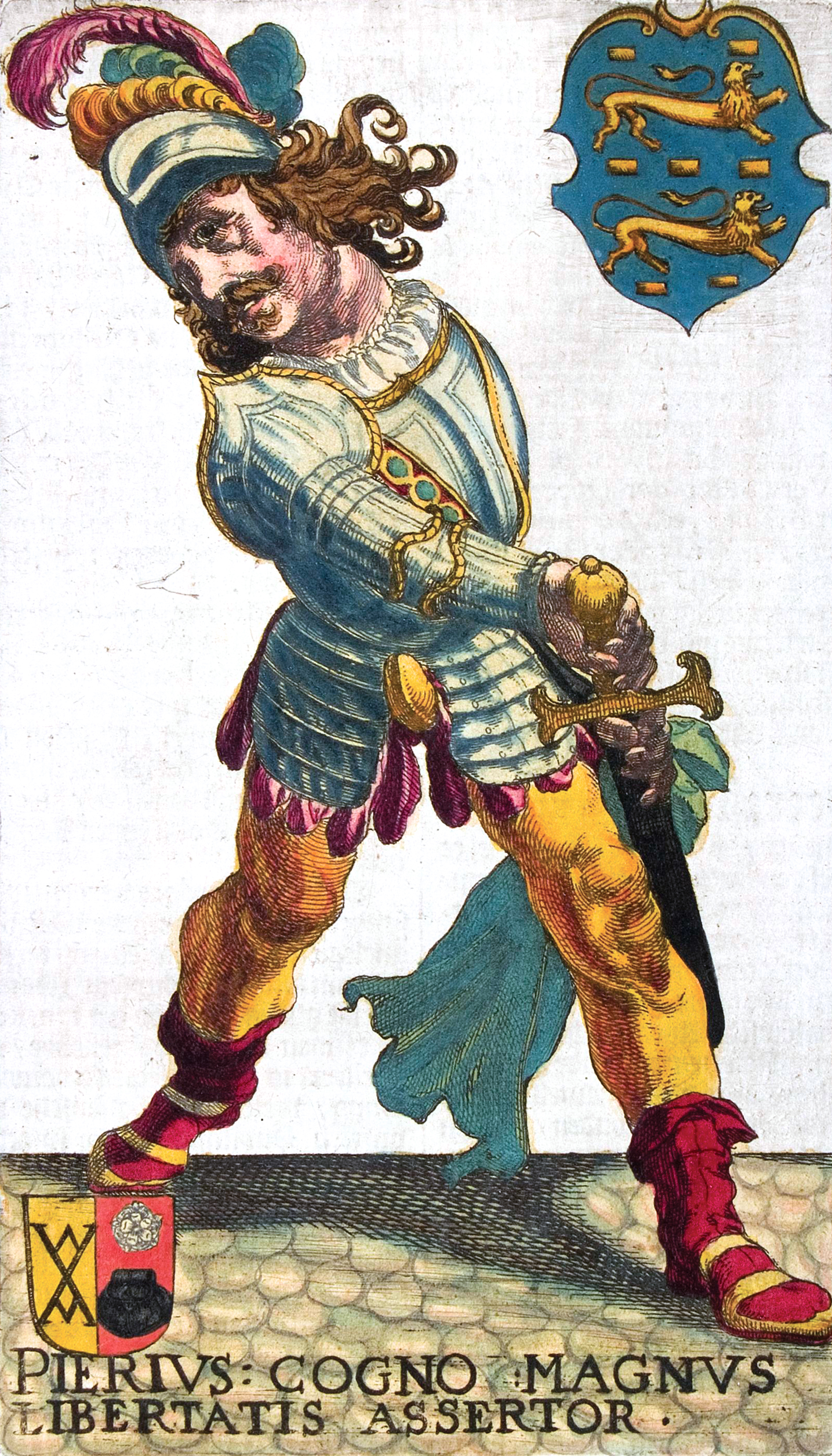
Офорт из Chronycke ofte Historische Geschiedenis van Frieslant, опубликованной в 1622 году.

Пьер Герлофс Дониа (Pier Gerlofs Donia, з.-фриз. Grutte Pier; приблизительно 1480, Кимсверд — 18 октября 1520, Снек) — фризский пират и борец за независимость. Потомок прославленного фризского вождя Харинга Харинксмы (Haring Harinxma, 1323—1404).

## Биография
Пьер Герлофс — сын фризского купца Герлофа Пьерса Дониа (Gerlof Piers Donia) и фризской дворянки Фокель Сибрантс Бонья (Fokel Sybrants Bonga). Не унаследовав больших капиталов, Пьер Герлофс занялся фермерством. Он был женат на Ринтце Сиртсема (Rintsje или Rintze Syrtsema), имел от неё сына Герлофа и дочь Воббель (Wobbel, 1510 г. р.).
29 января 1515 года двор Пьера Герлофса Дониа был разрушен и сожжён ландскнехтами саксонского герцога Георга Бородатого из Чёрной стражи, состоявшего тогда имперским наместником Нидерландов. Кайзером Священной Римской империи (I Рейха) был Максимилиан I Габсбург… Ландскнехты изнасиловали и убили Ринтце.

Ненависть к убийцам своей жены побудила Пьера принять участие в Гельдернской войне против могущественных Габсбургов, на стороне гельдернского герцога Карла II (1492—1538) из династии Эгмонтов. Он заключил договор с герцогством Гелдерн и сделался пиратом. 
Огромный, темнолицый, широкоплечий, с длинной бородой и с врожденным чувством юмора, Большой Пьер, под натиском обстоятельств ставший пиратом и борцом за свободу!
 — так описал личность легендарного Дониа историк и литературный критик Конрад Хуэт (Conrad Busken Huet). Правой рукой Пьера стал его племянник Виерд Йелкама.
Корабли флотилии Дониа, прозванной «Arumer Zwarte Hoop» («Чёрная надежда Арума» по названию деревни под Харлингеном), господствовали на Зёйдерзее, нанося огромный урон голландскому и бургундскому судоходству. После захвата 28 голландских кораблей, Пьер Герлофс Дониа (Grutte Pier) торжественно объявил себя «королём Фризии» и взял курс на освобождение и объединение родной страны.
Однако, герцог Гельдерна дал понять Пьеру, что не намерен поддерживать его королевские притязания. Между тем, 12 января 1519 г. скончался Максимилиан I Габсбург, коего Пьер Герлофс Дониа рассматривал как личного врага. Вскоре Пьер расторг союзный договор с Карлом II и подал в отставку. Командование фризскими вооружёнными силами перешло к Йелкаме.
18 октября 1520 году Пьер Герлофс Дониа скончался в Гротзанде — предместье фризского города Снека. Похоронен у северной стены Большой церкви Снека (построена в XV веке).
С «Большим Пьером» связано много легенд, в которых славится его мужество и сила. Во Фризском музее хранится меч длиной 2,15 м и весом в 6,6 кг, который якобы принадлежал ему, будучи взят как трофей у ландскнехтов. Если для тех меч служил знаменем, то богатырь Пьер использовал его по прямому назначению.
Эразм Роттердамский негативно относился к Пьеру Герлофсу Дониа.

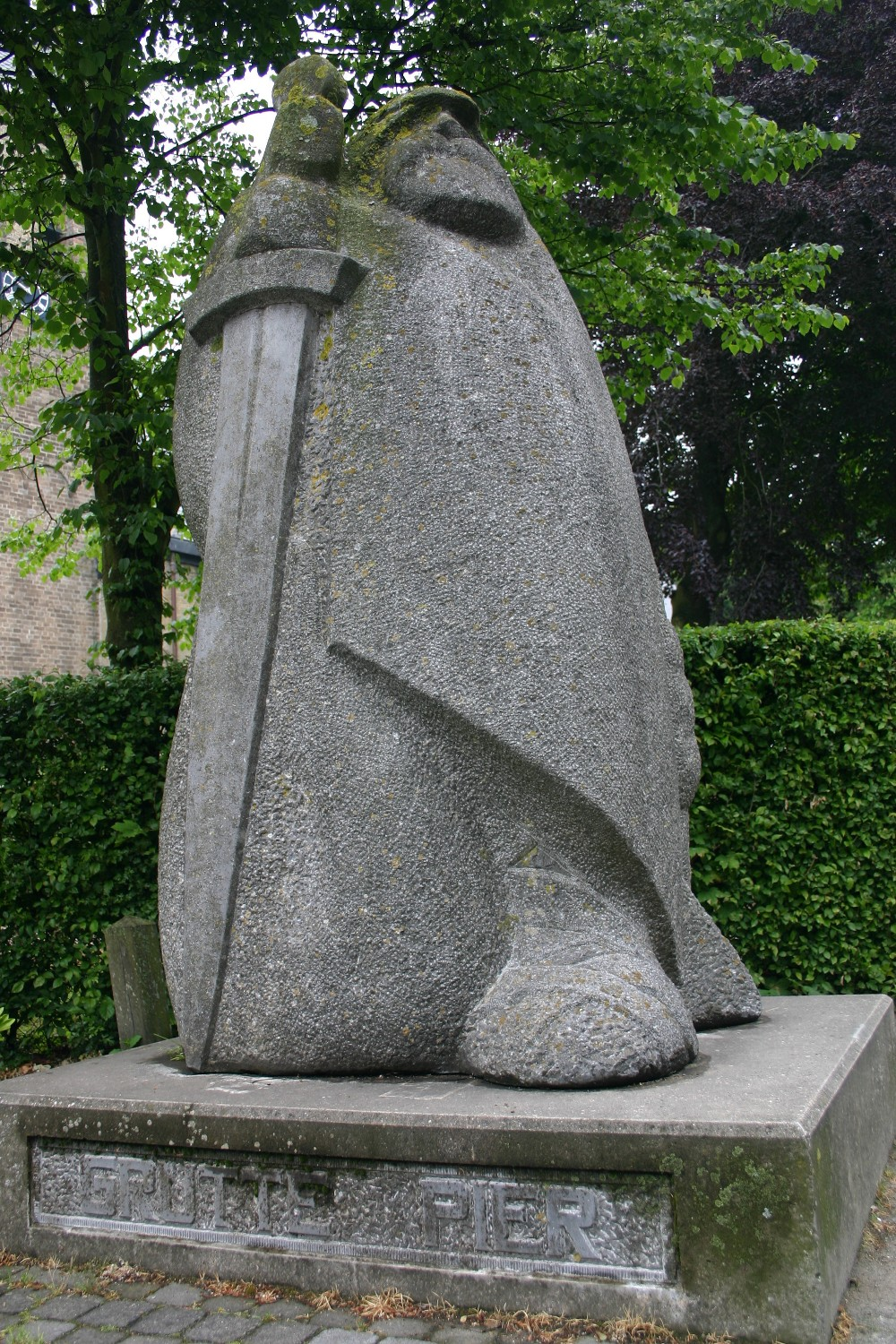
Статуя Большого Пьера в его родном городе Кимсверд. На подножии статуи написано на фризском языке Pier Grutte

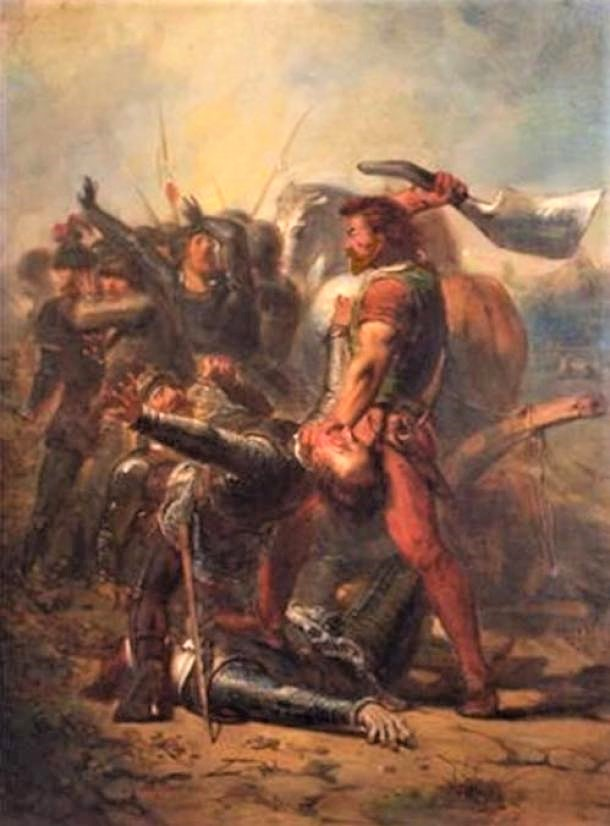
De dapperheid van Grote Pier («Храбрость Большого Пьера»), 1516, холст, масло. Егенбергер, Иоганнес Хендрикус (1822—1897)